# 미군 초콜릿
미군 초콜릿 또는 군용 초콜릿(영어: military chocolate)은 1937년 이래 미국군의 MRE 표준 구성품이다. 낙하산으로 투하되는 기본 전투식량과 선드리 팩에 들어있다.
구급용으로서 공급되는 군용 초콜릿은 일반 초콜릿과 매우 다르다. 즉시 먹을 수 있는 구급식량으로 고안되었기 때문에, 미군측에서는 너무 맛있어서 병사들이 필요할 때 이전에 먹어치우지 않게 맛을 조절할 것을 주문했다. 하지만, 고온에 견디는 초콜릿은 (맛을 개선하려는 시도가 있었지만) 맛에 있어 좋은 평가를 받지 못했다.
군용 초콜릿은 매우 높은 칼로리를 지니며, 휴대가 간편해야 하고, 고온에서 견뎌야 한다. 병사들은 주로 바깥에서 활동을 하며, 때로는 열대의 고온 다습하거나 사막처럼 건조한 기후에서도 활동한다. 군용 초콜릿은 이러한 곳에서 활동하는 군인들의 주머니 속에 들어있기 때문에, 고온에서 견디는 것은 특히 매우 중요한 요소다. 평범한 초콜릿 바는 이러한 조건에서는 수 분 내에 녹아내리기 때문이다.

## 전쟁에서의 허쉬 초콜릿
미국 육군에 의해 정해진 최초의 군용 초콜릿은 D 레이션 바다. 미 육군 군수사령부(Army Quartermaster)의 폴 로간 대령(Colonel Paul Logan)은 1937년 4월 허쉬를 방문하여, 허쉬의 초대 사장인 밀턴 허쉬와 수석 화학자인 샘 힌클을 만나서, 군용으로 보급될 초콜릿을 만드는데 필요한 아래의 4가지를 요구하였다고 한다. 
1. 무게는 4 온스일 것
2. 고칼로리일 것
3. 고온에서 견딜 것
4. 삶은 감자보다는 맛이 더 좋을 것

사실 로간 대령이 위의 4가지 요구를 내건 이유가 당시 군용으로 보급된 초콜릿의 단맛이 좋은 나머지 군인들이 구급식량 대신 일상적으로 자주 먹는 경우가 있기 때문이며, 이에 수석 화학자인 힌클과 밀턴 허쉬는 로간 대령이 제의한 프로젝트에 매우 관심을 보였고, 위의 조건을 모두 갖춘 초콜릿 바를 생산하기 위해 위의 새로운 방법을 개발했다고 한다. 이후 허쉬에서는 4가지 요구에 맞춰서 초콜릿과 오트밀를 섞어서 어떤 온도에서도 녹지않고 고온에서도 잘 견뎌낼 정도로 끈적끈적한 페이스트 형태로 된 초콜릿이 마침내 만들어졌으며 이것이 바로 D 레이션 바다. D 레이션 바는 3개 팩으로 된 4 온스 초콜릿으로 필요한 1일 권장 최소 1,800 칼로리를 만족할 수 있게 고안되었다.
1943년에, 미국 육군 조달청(the Procurement Division of the Army)에서 허쉬에 특히 높은 열에 견딜 수 있는, 맛이 개선된, 과자와 같은 스타일의 군용 초콜릿의 생산을 의뢰한다. 짧은 기간의 실험끝에, 허쉬는 트로피칼 바의 생산을 시작했다. 트로피칼 바는 일반 초콜릿과 모양이 더 유사해졌으며, D 레이션 바보다 맛이 개선되었다. 트로피칼 바는 전쟁기간 동안 허쉬에서 생산된 어느 제품보다도 가장 많이 생산되었다. 맛을 개선하기는 하였지만, 많은 병사들은 초콜릿이 텁텁하고 맛이 없다는 반응을 보였다. 그러나, 야전에서 바로 먹을 수 있는 스낵으로는 성공적이었다.
1940년에서 1945년까지 대략 30억 개의 D 레이션 바와 트로피칼 바가 같이 생산되어 전 세계의 미군 장병들에게 보급되었다. 1939년에는 허쉬의 플랜트는 D 레이션 바를 하루 10만 개 꼴로 생산하게 되었다. 제2차 세계 대전이 끝날 때의 전체 통계로는, 허쉬 플랜트에서 생산된 D 레이션 바는 1주일에 2400만 개였다. 제2차 세계 대전을 통해, 허쉬는 기대 이상의 품질과 생산량에 힘입어 육군과 해군으로부터 5개의 상을 받았다.

## 세계 2차 대전 이후부터 오늘날
세계 2차 대전의 종료로 D 레이션 바의 생산은 중단되었다. 그러나, 허쉬의 트로피칼 바는 계속 육군의 표준 레이션으로 남았다. 트로피칼 바는 한국 전쟁과 베트남 전쟁에서 사용되었다. 트로피칼 바는 1971년에 아폴로 15호 내에서 사용됨으로써, 즉시 다시 유명해졌다.
이라크에서의 사막의 방패 작전과 걸프 전쟁을 위해, 허쉬 초콜릿은 새로운 고온에 견디기 위해, 데저트 바를 만들었다. 허쉬는 새로운 초콜릿 바의 시험시장 공략의 일환으로, 144,000개의 데저트 바를 미군 부대에 납품했다. 허쉬에 따르면, 섭씨 60도 (화씨 140도)에서 초콜릿이 견뎠다. 육군 대변인에 따르면, 초콜릿의 맛은 좋았고, 현지부대의 반응은 엇갈렸다. 데저트 바는 상업용으로 시판하지는 않고 있다.

## 같이 보기
- 전투식량
- MRE